# Demonstration
Demonstration – EP grupy Autolux z 2001 roku. Materiał na płycie został nagrany na ośmiośladowym magnetofonie w 2001 roku i wydany przez zespół nakładem własnym. Cztery z pięciu utworów znalazły się na wydanym w tym samym roku albumie Future Perfect, jedynym utworem który nie znalazł się na debiutanckim LP zespołu był „Underorbit”.

## Spis utworów
1. „Turnstile Blues” – 5:40
2. „Angry Candy” – 4:48
3. „Underorbit” – 4:52
4. „Sugarless” – 4:50
5. „Future Perfect” – 4:46